# Aerostar

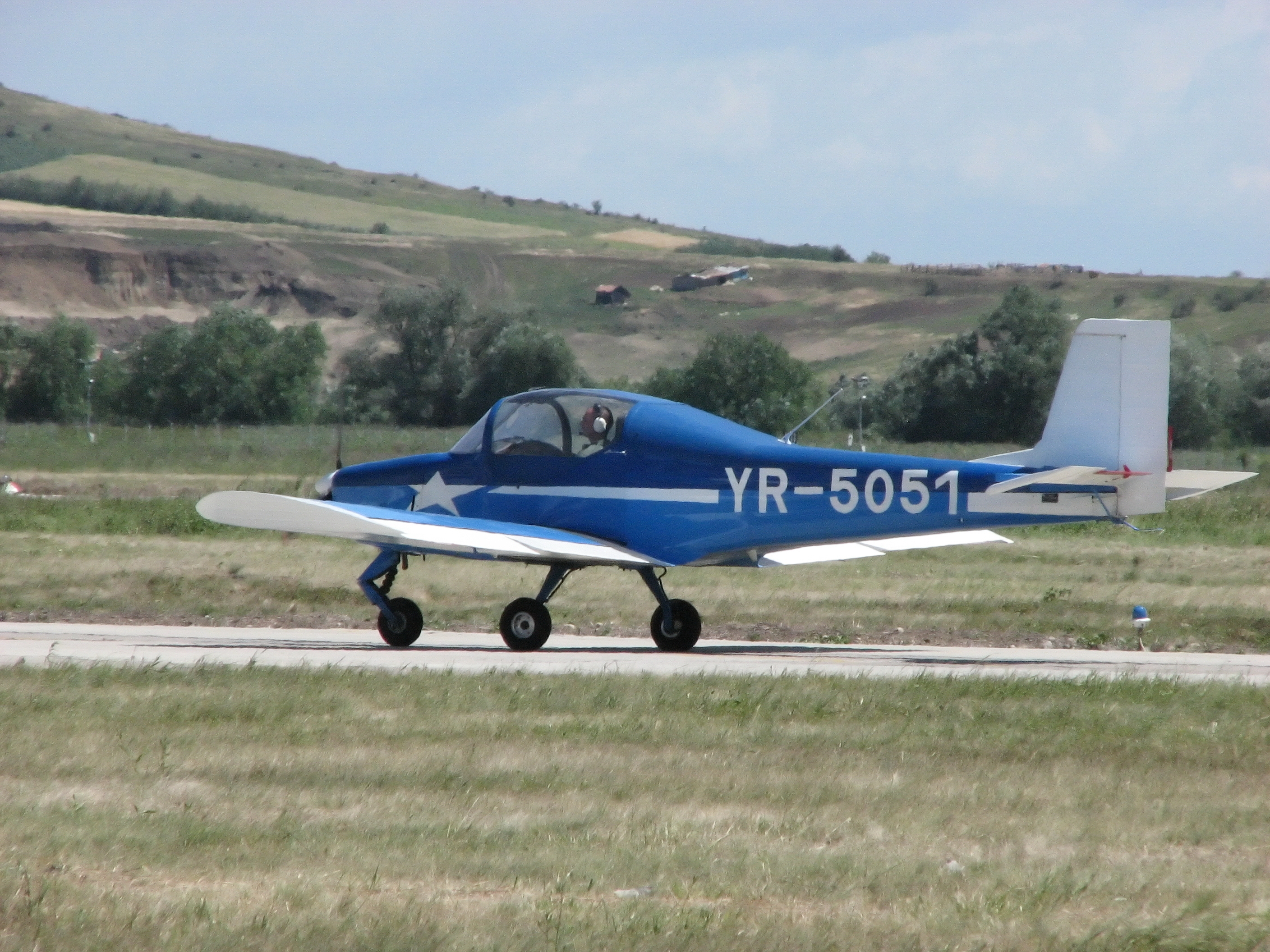
Aerostar Festival.

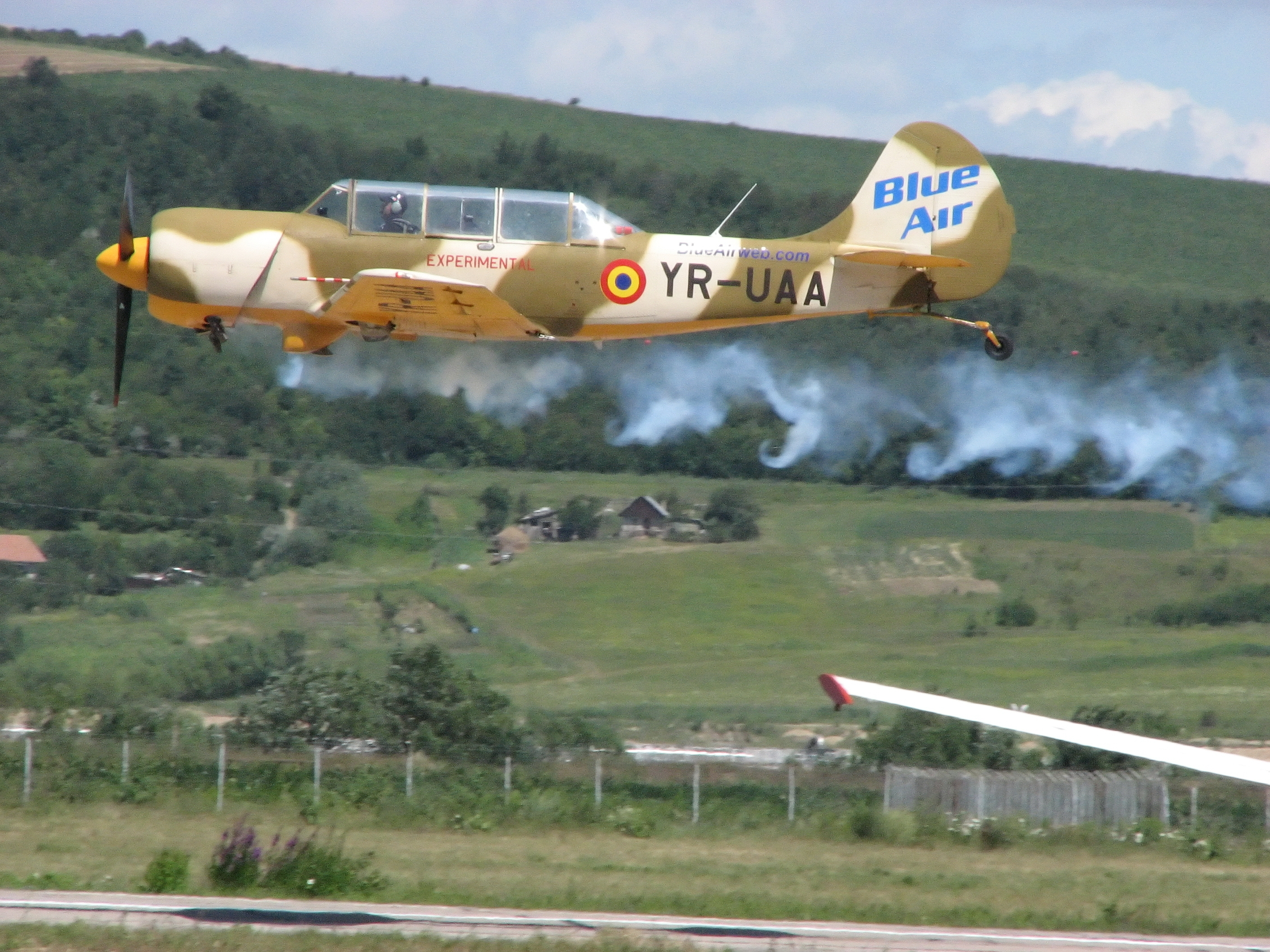
Aerostar IAK-52TW.

La constructora de equipos aeronáuticos y armamento S.C. Aerostar S.A., es un productor rumano de armas, cuya sede se encuentra localizada en la ciudad de Brasov

## Historia
Aerostar es una fábrica encargada de la producción de aviones bajo licencia, fue fundada en 1953 en Bacau. La compañía está actualmente reactivando y reencaminando sus labores, dirigiéndose y enfocándose a la reparación y modernización de aeronaves militares, así como se especializa ahora en la fabricación y reparación de equipos hidráulicos, equipos de aviación, en la modificación, reparación y producción de aviones ligeros y otra clase de equipos, como sistemas y equipos terrestres de uso militar. Otra parte importante de sus labores es la producción de diferentes modelos para cilindros de GLP.
Si antes de 1989 , la producción de la compañía se centró principalmente en la aviación militar, ahora están recurriendo a sus esfuerzos en pro de convertir sus facilidades para la fabricación de elementos de uso en la industria de la aviación civil, ofreciendo sus servicios en sus líneas que anteriormente eran de fabricación para usarlas en la manufactura de componentes, subconjuntos y aeroestructuras, y así mismo en el mantenimiento de aviones de línea. Las ventas de este sector aumentaron la producción para la aviación y superan el 15
5% de los ingresos totales en 2006. Por otra parte, hay unas viejas instalaciones usadas para el mantenimiento que han sido readecuadas, todo esto en colaboración con varias empresas rumanas de transporte aéreo como Carpata, mientras que las líneas y estructuras de sus facilidades de producción que eran de uso militar ahora se han modernizado para su uso en la aviación civil. La compañía labora y ofrece sus servicios a muchas empresas, como o Fokker, y es subcontratista para el suministro de componentes y subconjuntos de sus aeronaves. También produce alrededor de 160 piezas para los cohetes del programa Ariane, y destaca su colaboración iniciada recientemente con EADS Alemania, para la fabricación de los componentes de uso en la aviación civil y de algunas partes de aviones para la firma europea Airbus.

### Estructura financiera
Los Accionistas son Jarom Aerostar S.A., quien es la empresa que controla el 71,09% del capital social y SIF Moldova (SIF 2), la que posee un 11,25% de las acciones, siendo el remanente en poder del estado rumano. Aerostar cotiza sus acciones en la Bolsa de valores de Bucarest, donde se negocian en la segunda categoría, bajo el símbolo ARS.

## Productos
- Aerostar Yakovlev Yak-52
- Aerostar Festival